# Арчер-Гиллиган, Эми
Эми Дагган Арчер-Гиллиган (англ. Amy Duggan Archer-Gilligan) по прозвищу Сестра (англ. Sister; 31 октября 1873 — 23 апреля 1962) — владелица дома престарелых и убийца из Виндзора, штат Коннектикут. Она отравила как минимум 5 человек, среди которых был её второй муж, Майкл Гиллиган, а все остальные были постояльцами её дома. Возможно, она виновна в большем количестве смертей, которых в её доме было зафиксировано 48.

## Ранние годы
Эми Дагган родилась в октябре 1873 года в семье Джеймса Даггана и Мэри Кеннеди в Милтоне, Коннектикут, была 8-й из 10 детей. Она преподавала в Милтонской школе, а в 1890 году перебралась в Новобританское педагогическое училище.
В 1896 году Эми вышла замуж за Джеймса Арчера. В декабре того же года у неё родилась дочь Мэри Джей Арчер. С 1901 года Арчеры стали работать сиделками. Их наняли, чтобы ухаживать за пожилым вдовцом Джоном Сеймуром. Арчеры поселились в его доме в Ньюингтоне в Коннектикуте. Сеймур умер в 1904 году, а его наследники переоборудовали имение в дом престарелых и разрешили Арчерам остаться. Они ухаживали за стариками за деньги и, в свою очередь, платили аренду родственникам Сеймура. Таким образом они стали владельцами «Дома престарелых сестры Эми».
В 1907 году наследники Сеймура решили продать дом. Арчеры же переехали в Виндзор и на все свои сбережения купили собственное имение, превратив его в дом престарелых. В 1910 году Джеймс Арчер умер. Официальной причиной его смерти была почечная недостаточность. Эми оформила на мужа страховку за несколько недель до его смерти и стала дальше управлять своим домом.
В 1913 году Эми вышла замуж за Майкла Гиллигана, вдовца с 4 взрослыми сыновьями. Он был богат и заинтересован в содержании дома Арчер. Майкл умер 20 февраля 1914 года от диспепсии. У Эми опять появились деньги, потому как Майкл перед смертью составил завещание, согласно которому всё имущество должно было перейти жене.

## Убийства
В период с 1907 по 1916 год в доме Арчер произошло 60 смертей. Родственники её постояльцев стали её подозревать, видя, как быстро умирают старики. Только с 1907 по 1910 год умерло 12 человек, 48 умерло за следующие 6 лет. Умер Франклин Эндрюс, который был абсолютно здоров. Утром 29 мая 1914 года он занимался садоводством, в течение дня его состояние резко ухудшилось, а вечером он скончался, якобы от язвы желудка. Сестра Франклина, Нэлли Пирс, унаследовала личные документы брата и узнала, что Арчер-Гиллиган вымогала у Эндрюса деньги. Все постояльцы дома Эми умирали вскоре после того, как передавали ей приличные суммы денег.
Смерти продолжались, а Нэлли сообщила об этом окружному прокурору, но он не придал этому особого значения. Пирс опубликовала эту историю в газете «The Hartford Courant». Одна из первых статей под общим названием «Фабрика смерти» была опубликована 9 мая 1916 года, и через несколько месяцев полиция серьёзно взялась за расследование этого дела. Расследование длилось почти год. Эксгумация останков Майкла Гиллигана, Франклина Эндрюса и ещё 3 постояльцев позволила установить, что все пятеро были отравлены либо мышьяком, либо стрихнином. Местные торговцы рассказали, что Арчер-Гиллиган покупала большое количество яда, якобы чтобы «травить крыс», а завещание Майкла Гиллигана оказалось подделкой, которую написала от руки сама Эми.

## Наказание
Арчер-Гиллиган была арестована и осуждена за убийство 5 человек, но её адвокат добился обвинения только за убийство Эндрюса. 17 июня 1917 года суд присяжных признал Эми виновной и приговорил её к смертной казни. Арчер-Гиллиган подала апелляцию и добилась ещё одного разбирательства в 1919 году. Она ссылалась на помешательство, а её дочь Мэри утверждала, что мать пристрастилась к морфину. Тем не менее Эми признали виновной в убийстве 2-й степени и приговорили к пожизненному заключению.

## Смерть
В 1924 году Арчер-Гиллиган была признана невменяемой и помещена в Коннектикутский госпиталь для умалишённых, где она пробыла вплоть до своей смерти 23 апреля 1962 года.

## Огласка
Дело получило широкую огласку. На этих событиях была основана пьеса, а в 1944 году снят фильм «Мышьяк и старые кружева». Некоторые личности утверждали, что дом Эми Арчер-Гиллиган был первым коммерческим частным домом престарелых в Соединённых Штатах.